# Сайото
Сайото (англ. Scioto, произн. /saɪˈoʊtə/) — река в центральной и южной части штата Огайо длиной более 372 километров. Начинается в округе Оглейз в западно-центральной части штата Огайо, протекает через город Колумбус, где в неё впадает крупнейший из её притоков, Олентанги), и впадает в реку Огайо в Портсмуте.
Река слишком невелика для современного коммерческого судоходства. В основном экономическое значение реки состоит в том, что она является местом для туристического отдыха и источником питьевой воды.
В долине реки Сайото с давних времён проживали различные племена индейцев. Из них наибольшей известностью пользуется культура Строителей курганов Хоупвеллской традиции. Многочисленные погребальные курганы сохранились до настоящего времени близ города Чилликоте в Национальном историческом парке культуры Хоупвелл. В доколумбовы времена территория данной культуры распространялась на восток до Виргинии.
В годы незадолго до Гражданской войны в США река Сайото служила водной трассой «подземной железной дороги» — системы путей, по которым переправлялись на Север беглые рабы с Юга.